# Sexy Voice and Robo
Sexy Voice and Robo (japanisch セクシーボイスアンドロボ, sekushī boisu ando robo) ist eine Manga-Serie des japanischen Zeichners Iō Kuroda. Sie lässt sich dem Seinen-Genre zuordnen.

## Handlung
Die 14-jährige Niko Hayashi geht auf die Mittelschule und kann ihre Stimme verändern, wie sie will. Sie selbst hat sich den Spitznamen „Sexy Voice“ verpasst und gibt sich am Telefon gerne als ein Mädchen, das Interesse an Enjokōsai hat, aus, um das Verhalten und die Stimmen der Menschen in der Stadt zu erforschen. Als ein Gangster sie entdeckt, engagiert er sie für verschiedene Aufträge, die sie meist gemeinsam mit dem Roboter-Spielzeug-Sammler Iichiro Sudo, genannt „Robo“, erledigt.

## Veröffentlichungen
Sexy Voice and Robo erschien in Japan von Dezember 2000 bis Februar 2003 in Einzelkapiteln im alternativen Manga-Magazin Ikki. Der Shogakukan-Verlag verlegte diese Einzelkapitel auch in zwei Sammelbänden.
Der Manga erschien unter anderem auch in den USA (bei Viz).

## Auszeichnungen
2002 erhielt Iou Kuroda für Sexy Voice and Robo den sechsten Media Arts Award.

## Verfilmung
Vom 10. April bis 19. Juni 2007 lief auf NTV ein 10-teiliges Dorama. Suzuka Ōgo übernahm die Rolle der Niko und Kenichi Matsuyama die Rolle des Robo.